# Halichondria phakellioides
Halichondria phakellioides är en svampdjursart som beskrevs av Arthur Dendy och Frederick 1924. Halichondria phakellioides ingår i släktet Halichondria och familjen Halichondriidae. Inga underarter finns listade i Catalogue of Life.